# Luis Induni
Luigi Induni Radice fue un actor italiano que se especializó en el papel de sheriff en los llamados Spaghetti Western durante los años 50 a 70.

## Biografía
Luis Induni, como se le conoció en España, nació en Romano Canavese, Turín (Piamonte, Italia) el 5 de marzo de 1920 y falleció en Barcelona, España, el 31 de diciembre de 1979. Combatió del lado del Eje durante la Segunda Guerra Mundial, tras la cual se refugió en España, viviendo en Barcelona en la mayor pobreza, durmiendo incluso en la calle.
Comenzó en el cine realizando trabajos de limpieza para Ignacio Iquino, a cambio de poder dormir en los estudios. Se inició en películas como figurante, pasando después a trabajar en numerosos spaghetti westerns en los que solía representar los papeles de sheriff.

## Filmografía (selección)
- Servicio en la mar, de 1951
- Duda, de 1951
- Luna de sangre, de 1952
- Concierto mágico, de 1953
- La hija del mar, de 1953
- Fuego en la sangre, de 1953
- La canción del penal, de 1954
- El canto del gallo, de 1955
- Lo que nunca muere, de 1955
- Sendas marcadas, de 1957
- Rapsodia de sangre, de 1958
- Diego Corrientes, de 1959
- Botón de ancla, de 1961
- Chantaje a un torero, de 1963
- El valle de las espadas, de 1963
- El sabor de la venganza, de 1963
- Marisol rumbo a Río, de 1963
- Jandro, de 1964
- Los cuatro implacables, de 1965
- Un beso en el puerto, de 1965
- Dos pistolas gemelas, de 1966
- Mestizo, de 1966
- La furia de Johnny Kidd, de 1967
- Un hombre y un Colt, de 1967
- Agáchate, que disparan, de 1968
- ¿Quién grita venganza?, de 1968
- Winchester, uno entre mil, de 1968
- Johnny Ratón, de 1969
- Manos torpes, de 1969
- ¡Viva América!, de 1969
- Tiempos de Chicago, de 1969
- Reza por tu alma... y muere, de 1970
- Buen funeral amigos... paga Sartana, de 1970
- Abre tu fosa, amigo... llega Sábata, de 1971
- Cobras humanas, de 1971
- El sobre verde, de 1971
- Un par de asesinos, de 1971
- Una bala marcada, de 1972
- Un dólar de recompensa, de 1973
- El mariscal del infierno, de 1974
- El mejor alcalde, el rey, de 1974
- La maldición de la bestia, de 1975
- Préstamela esta noche, de 1978